# Ernest Bour
Ernest Bour (ur. 20 kwietnia 1913 w Thionville, zm. 20 czerwca 2001 w Strasburgu) – francuski dyrygent.

## Życiorys
W latach 1930–1933 studiował filologię klasyczną na Uniwersytecie w Strasburgu. Uczył się też w konserwatorium strasburskim u Fritza Müncha. Kształcił się ponadto u Hermanna Scherchena. Od 1935 do 1939 roku prowadził orkiestrę radia strasburskiego, następnie od 1940 do 1941 roku był wykładowcą klasy fortepianu w konserwatorium. W latach 1941–1947 dyrygował orkiestrą miejską w Miluzie. Od 1950 do 1955 roku pełnił funkcję dyrektora muzycznego opery w Strasburgu. W latach 1959–1964 współpracował z teatrami operowymi w Hamburgu i Berlinie Zachodnim. Był dyrygentem Sinfonieorchester des Südwestrundfunks w Baden-Baden (1964–1979) i orkiestry kameralnej radia holenderskiego w Hilversum (1976–1987). Zasłynął jako interpretator utworów muzyki współczesnej.